# الإمبراطور هويتسونغ
الإمبراطور سونغ هويتسونغ (باللغة الصينية: 徽宗؛ حسب ويد–جيلز: Hui-tsung) ‏ (7 حزيران/يونيو 1082 – 4 حزيران/يونيو 1135) هو الإمبراطور الثامن من سلالة سونغ، حكم في الفترة ما بين 1100 - 1126. كان اسمه الشخصي جهاو جي Zhao Ji؛ وخلف أخاه الإمبراطور سونغ جهيتسونغ Song Zhezong، لأن الأخير توفي ابنه قبل بلوغه.
كان سونغ هويتسونغ يحب الفن، فقد كان رساماً وخطاطاً.
خلال غزو الجورشن لمملكته خلال حروب جين سونغ تنازل الإمبراطور عن العرش وفر هاربا نحو الجنوب. ليتم تنصيب ابنه الأكبر الإمبراطور تشنزونغ.

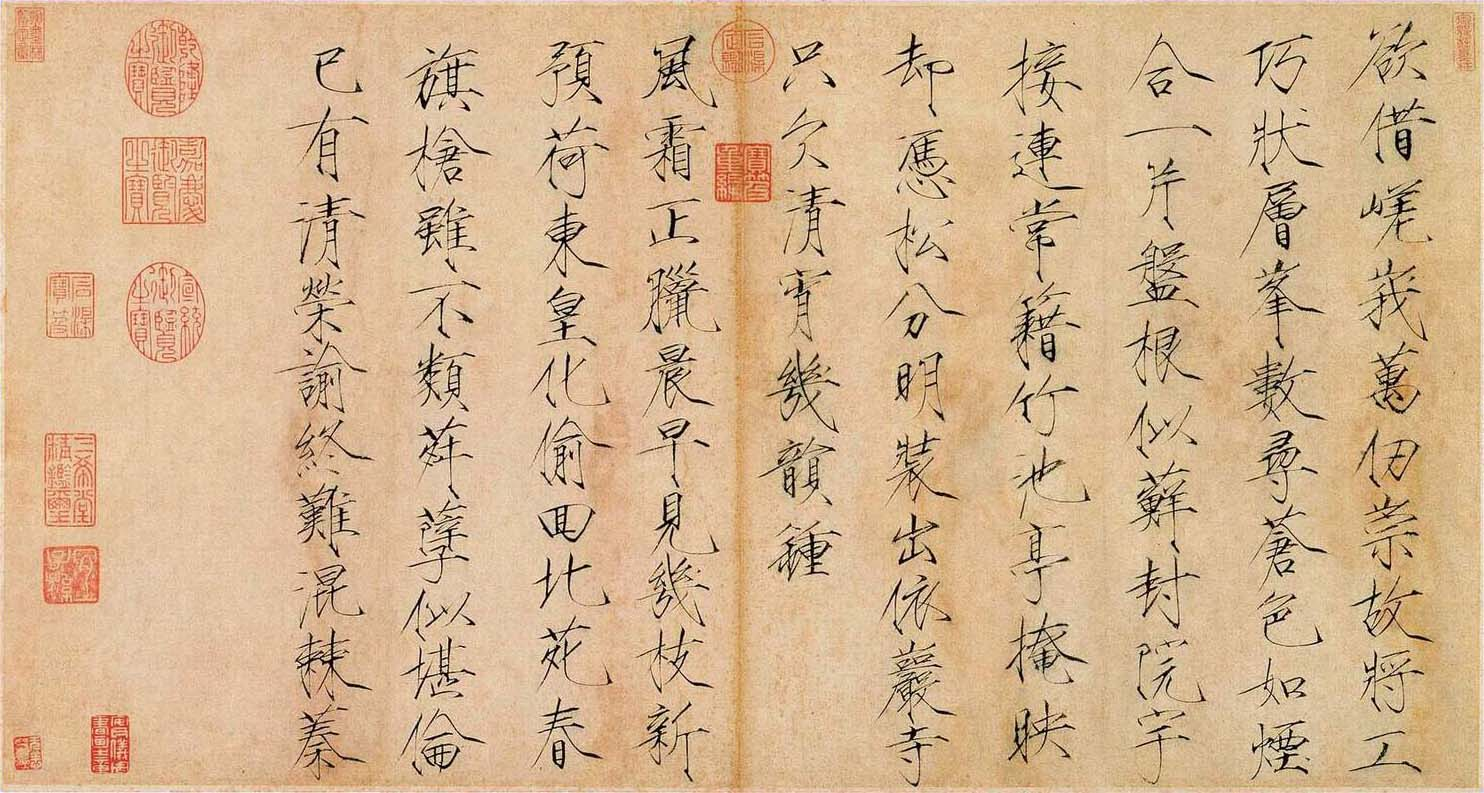
مخطوط قصيدة من كتابة سونغ هويتسونغ

## اقرأ أيضاً
- تاريخ الصين

## روابط خارجية
- الإمبراطور هويتسونغ على موقع الموسوعة البريطانية (الإنجليزية)